# 分銅惇作
分銅 惇作（ふんどう じゅんさく、1924年9月23日 - 2009年1月29日）は、日本の近代日本文学研究者。
東京教育大学教授・実践女子大学教授を経て、同大学長・名誉教授。1999年勲三等瑞宝章受章。

## 略歴
秋田県南秋田郡五城目町出身。旧制秋田中学校（現在の秋田県立秋田高等学校）等を経て東京文理科大学卒業。
その後、高校教諭、東京教育大学教授、実践女子大学教授、同大学長（1993年）。のち名誉教授。1999年秋、勲三等瑞宝章受勲。

## 人物
- 旺文社大学受験ラジオ講座の講師もした。
- 近代日本の詩が専門で、後年は宮沢賢治を研究。
- 秋田県立秋田西高等学校の校歌を作詞した。

## 著書
- 『寂光抄 詩集』（薔薇科社） 1955
- 『中原中也』（講談社現代新書） 1974
- 『宮沢賢治の文学と法華経』（水書坊） 1981

## 共編著
- 『現代詩評釈』（吉田精一,大岡信共編、学灯社） 1968
- 『近代詩鑑賞辞典』（吉田精一共編、東京堂出版） 1969
- 『近代小説 鑑賞と研究』（東京堂出版） 1975
- 『現代詩物語 激動の時代を貫く抒情の系譜』（吉田熈生共編、有斐閣ブックス） 1978
- 『近代詩物語 明治・大正の詩的遺産を展望する』（吉田熈生共編、有斐閣ブックス） 1978
- 『近代の文章』（鈴木醇爾共編、筑摩書房） 1988
- 『宮沢賢治入門』（栗原敦共編、筑摩書房） 1992
- 『近代文学論の現在』（蒼丘書林） 1998
- 『伊藤永之介生誕百年 深い愛、静かな怒りのリアリズム』（至文堂、「国文学解釈と鑑賞」別冊） 2003